# パートタイム・スパイ
『パートタイム・スパイ』（原題：비정규직 특수요원　Part-Time Spy）は、2017年の韓国映画。

## ストーリー
資格マニアながらなかなか正社員として雇われないチャン・ヨンシルは、35歳にしてついにNSA(国家安全保障局)に臨時採用される。しかし政府の財政改善の為に整理解雇を言い渡されてしまい、またフリーターに逆戻り…と落ち込んでいた矢先、NSAのパク次長が振り込め詐欺に遭い50万ドルを詐欺組織に奪われる。ヨンシルはその奪われた金を取り戻すべく、次長の代わりにスパイとして詐欺組織に潜入することに。しかし、そこには既に刑事であるナ・ジョンアンが潜入していることが判明。戸惑いながらもお互いの上司の命令で二人は協力して捜査を行うことになる。器用貧乏で内気な性格のヨンシルと、けんかっ早く気の強いジョンアンの凸凹コンビが、それぞれの目的を果たすために奮闘するドタバタアクション。

## キャスト
- カン・イェウォン
- ハン・チェア
- ナムグン・ミン
- チョ・ジェユン
- キム・ミンギョ
- ドン・ヒョンベ